# Copa América de Futsal Femenina 2023
La Copa América de Futsal Femenina 2023, también conocida como CONMEBOL Copa América Futsal Femenina 2023, fue la VIII edición del certamen continental de selecciones femeninas de la Copa América de Futsal Femenina desde que este se celebra bajo el reglamento FIFA.
Los partidos fueron jugados en el Arena Malvinas Argentinas, ubicado en el barrio de La Paternal de la ciudad de Buenos Aires, del 24 de septiembre al 1 de octubre del 2023.

## Equipos participantes
Las 10 selecciones de futsal miembros de la CONMEBOL participaron en este torneo.
| Equipos participantes | Equipos participantes | Equipos participantes | Equipos participantes | Equipos participantes |
| --------------------- | --------------------- | --------------------- | --------------------- | --------------------- |
| Argentina             | Brasil                | Colombia              | Paraguay              | Uruguay               |
| Bolivia               | Chile                 | Ecuador               | Perú                  | Venezuela             |

## Resultados

### Grupo A
| Grupo A   | Pts | J | G | E | P | GF | GC | Dif |
| --------- | --- | - | - | - | - | -- | -- | --- |
| Argentina | 12  | 4 | 4 | 0 | 0 | 21 | 1  | +20 |
| Colombia  | 9   | 4 | 3 | 0 | 1 | 13 | 5  | +8  |
| Uruguay   | 6   | 4 | 2 | 0 | 2 | 11 | 11 | 0   |
| Chile     | 3   | 4 | 1 | 0 | 3 | 4  | 7  | -3  |
| Perú      | 0   | 4 | 0 | 0 | 4 | 7  | 32 | -25 |

| 24 de septiembre de 2023 | Chile | 0:1 (0:1) | Uruguay        | Arena Malvinas Argentinas, Buenos Aires |  |
| 18:00                    |       |           | Naiara Ferrari |                                         |  |

| 24 de septiembre de 2023 | Argentina | 11:0 (4:0) | Perú | Arena Malvinas Argentinas, Buenos Aires |  |
| 20:00                    | Ceci López 3' · Silvina Nava 5' · Mailen Romero 11' 38' · Luci Natta 13' · Becha 23' · Tana Florentín 28' · Anita Ontiveros 29' · Agostina Chiesa 38' 39' · Play Piamonte 39' |            |      |                                         |  |

- Equipo libre:  Colombia

| 25 de septiembre de 2023 | Perú | 0:8 (0:3) | Colombia | Arena Malvinas Argentinas, Buenos Aires |  |
| 18:00                    |      |           | Tina Rodríguez · Mayerly Ramírez · Yaque Apraez · Juana García · Dayana Rivera · Merlin Salcedo · Daniela Camargo |                                         |  |

| 25 de septiembre de 2023 | Chile | 0:2 (0:0) | Argentina     | Arena Malvinas Argentinas, Buenos Aires |  |
| 20:00                    |       |           | Becha 26' 29' |                                         |  |

- Equipo libre:  Uruguay

| 26 de septiembre de 2023 | Perú        | 2:3 (2:0) | Chile                                | Arena Malvinas Argentinas, Buenos Aires |  |
| 18:00                    | Aranxa Vega |           | Urrea · Emily Muñoz · Francisca Puma |                                         |  |

| 26 de septiembre de 2023 | Colombia                        | 2:0 (0:0) | Uruguay | Arena Malvinas Argentinas, Buenos Aires |  |
| 20:00                    | Daniela Camargo · Dayana Rivera |           |         |                                         |  |

- Equipo libre:  Argentina

| 27 de septiembre de 2023 | Colombia                      | 2:1 (2:0) | Chile         | Arena Malvinas Argentinas, Buenos Aires |  |
| 18:00                    | Yaque Apraez · Tina Rodríguez |           | Muriel Jardua |                                         |  |

| 27 de septiembre de 2023 | Uruguay | 0:4 (0:1) | Argentina                                                              | Arena Malvinas Argentinas, Buenos Aires |  |
| 20:00                    |         |           | Becha 2' · Anita Ontiveros 29' · Mailen Romero 34' · Play Piamonte 40' |                                         |  |

- Equipo libre:  Perú

| 28 de septiembre de 2023 | Uruguay | 10:5 (4:3) | Perú                                     | Arena Malvinas Argentinas, Buenos Aires |  |
| 18:00                    | Naiara Ferrari · Loreña Graña · Jennifer Clara · Shamila González · Stefany Suárez · Federica Silvera · Denisse Dufau · Solcire Pazos |            | Lucy Meza · Aranxa Vega · Belén Huarcaya |                                         |  |

| 28 de septiembre de 2023 | Argentina                                         | 4:1 (3:0) | Colombia      | Arena Malvinas Argentinas, Buenos Aires |  |
| 20:00                    | Mailen Romero · Sofía Florentín · Anita Ontiveros |           | Alisson Olave |                                         |  |

- Equipo libre:  Chile

### Grupo B
| Grupo B   | Pts | J | G | E | P | GF | GC | Dif |
| --------- | --- | - | - | - | - | -- | -- | --- |
| Brasil    | 12  | 4 | 4 | 0 | 0 | 42 | 1  | +41 |
| Venezuela | 9   | 4 | 3 | 0 | 1 | 14 | 13 | +1  |
| Paraguay  | 6   | 4 | 2 | 0 | 2 | 15 | 17 | -2  |
| Bolivia   | 3   | 4 | 1 | 0 | 3 | 4  | 23 | -19 |
| Ecuador   | 0   | 4 | 0 | 0 | 4 | 7  | 28 | -21 |

| 24 de septiembre de 2023 | Venezuela                                                           | 4:1 (2:0) | Bolivia      | Arena Malvinas Argentinas, Buenos Aires |  |
| 14:00                    | Carla Crespo · Francheska Palencia · Daniela Sierra · Génesis Vegas |           | Karla Ticona |                                         |  |

| 24 de septiembre de 2023 | Brasil | 13:1 (8:0) | Ecuador            | Arena Malvinas Argentinas, Buenos Aires |  |
| 16:00                    | Tampa · Amandinha · propia puerta · Livia · Diana · Jessica · Luciléila · Claudiane da Silva · Luana Moura |            | Michelle Fernández |                                         |  |

- Equipo libre:  Paraguay

| 25 de septiembre de 2023 | Ecuador                                         | 3:8 (2:4) | Paraguay                                                                       | Arena Malvinas Argentinas, Buenos Aires |  |
| 14:00                    | Michelle Fernández · Sara Garcés · Kerly Cedeño |           | Pao Britez · Cinthia Arévalo · Sol Escobar · Lorena Britez · Verónica Vallejos |                                         |  |

| 25 de septiembre de 2023 | Venezuela | 0:7 (0:5) | Brasil                                                                             | Arena Malvinas Argentinas, Buenos Aires |  |
| 16:00                    |           |           | Diana · Camila Costa · Emilly Marcondes · Tampa · Livia · Luciléila · Debora Vanin |                                         |  |

- Equipo libre:  Bolivia

| 26 de septiembre de 2023 | Ecuador      | 1:4 (0:2) | Venezuela                                                                  | Arena Malvinas Argentinas, Buenos Aires |  |
| 14:00                    | Kerly Cedeño |           | Mariángeles Magdaleno · Marinel Arguizones · Keisy Rondón · Diocelis Nuñez |                                         |  |

| 26 de septiembre de 2023 | Paraguay                                      | 3:0 (1:0) | Bolivia | Arena Malvinas Argentinas, Buenos Aires |  |
| 16:00                    | Claudia Romero · Cinthia Arévalo · Pao Britez |           |         |                                         |  |

- Equipo libre:  Brasil

| 27 de septiembre de 2023 | Paraguay                        | 4:6 (2:3) | Venezuela                                                                                            | Arena Malvinas Argentinas, Buenos Aires |  |
| 14:00                    | Sol Escobar · Verónica Vallejos |           | Yilvi Conde · Ana Quintero · Carla Crespo · Francheska Palencia · Génesis Vegas · Marinel Arguizones |                                         |  |

| 27 de septiembre de 2023 | Bolivia | 0:14 (0:6) | Brasil | Arena Malvinas Argentinas, Buenos Aires |  |
| 16:00                    |         |            | Emilly Marcondes · Amandinha · Jessica · Luana Moura · Diana · Luciléila · Debora Vanin · Claudiane da Silva · Alexandra Montalvo |                                         |  |

- Equipo libre:  Ecuador

| 28 de septiembre de 2023 | Bolivia                         | 3:2 (2:1) | Ecuador                          | Arena Malvinas Argentinas, Buenos Aires |  |
| 14:00                    | Martha Chura · Yoselín Portales |           | Quizhpilema · Michelle Fernández |                                         |  |

| 28 de septiembre de 2023 | Brasil                                                    | 8:0 (5:0) | Paraguay | Arena Malvinas Argentinas, Buenos Aires |  |
| 16:00                    | Camila Costa · Emilly Marcondes · Luana Moura · Luciléila |           |          |                                         |  |

- Equipo libre:  Venezuela

## Fase final

### Fase de eliminatorias
|  | Semifinales      | Semifinales |                       |   | Final | Final |
|  |                  |             |                       |   |       |       |
|  | 30 de septiembre |             |                       |   |       |       |
|  |                  |             |                       |   |       |       |
|  | Argentina        | 2           |                       |   |       |       |
|  | Argentina        | 2           | 1 de octubre          |   |       |       |
|  | Venezuela        | 0           |                       |   |       |       |
|  | Venezuela        | 0           | Argentina             | 0 |       |       |
|  | 30 de septiembre |             | Argentina             | 0 |       |       |
|  |                  | Brasil      | 2                     |   |       |       |
|  | Brasil           | Brasil      | 2                     | 7 |       |       |
|  | Brasil           |             |                       | 7 |       |       |
|  | Colombia         | 0           |                       |   |       |       |
|  | Colombia         | 0           | Tercer Lugar play-off |   |       |       |
|  |                  |             |                       |   |       |       |
|  | 1 de octubre     |             |                       |   |       |       |
|  |                  |             |                       |   |       |       |
|  | Venezuela        | 0 (6)       |                       |   |       |       |
|  | Venezuela        | 0 (6)       |                       |   |       |       |
|  | Colombia (p.)    | 0 (7)       |                       |   |       |       |

|  | Quinto puesto play-off |   |
|  |                        |   |
|  | 19 de diciembre        |   |
|  |                        |   |
|  | Uruguay                | 2 |
|  | Uruguay                | 2 |
|  | Paraguay               | 5 |
|  | Paraguay               | 5 |

|  | Séptimo puesto play-off |   |
|  |                         |   |
|  | 19 de diciembre         |   |
|  |                         |   |
|  | Chile                   | 1 |
|  | Chile                   | 1 |
|  | Bolivia                 | 4 |
|  | Bolivia                 | 4 |

|  | Noveno puesto play-off |   |
|  |                        |   |
|  | 19 de diciembre        |   |
|  |                        |   |
|  | Perú                   | 1 |
|  | Perú                   | 1 |
|  | Ecuador                | 8 |
|  | Ecuador                | 8 |

### Noveno puesto
| 30 de septiembre de 2023 | Perú        | 1:8 (1:1) | Ecuador                                                         | Arena Malvinas Argentinas, Buenos Aires |  |
| 14:00 (UTC-3)            | Nancy Rivas |           | Sara Garcés · Lisseth Reyes · Dina González · Evelyn Campoverde |                                         |  |

### Séptimo puesto
| 30 de septiembre de 2023 | Chile      | 1:4 (0:2) | Bolivia                         | Arena Malvinas Argentinas, Buenos Aires |  |
| 16:00 (UTC-3)            | Vilma Ruiz |           | Karla Ticona · Yoselin Portales |                                         |  |

### Quinto puesto
| 1 de octubre de 2023 | Uruguay                           | 2:5 (1:1) | Paraguay                                     | Arena Malvinas Argentinas, Buenos Aires |  |
| 14:00 (UTC-3)        | Federica Silvera · Naiara Ferrari |           | Pao Britez · Cinthia Arévalo · Lorena Britez |                                         |  |

### Semifinales
| 30 de septiembre de 2023 | Brasil                                                     | 7:0 (4:0) | Colombia | Arena Malvinas Argentinas, Buenos Aires |  |
| 18:00 (UTC-3)            | Amandinha · Tampa · Lucicéila · Taty · Luana Moura · Diana |           |          |                                         |  |

| 30 de septiembre de 2023 | Argentina                    | 2:0 (1:0) | Venezuela | Arena Malvinas Argentinas, Buenos Aires |  |
| 20:30 (UTC-3)            | Keisy Rondón · Luciana Natta |           |           |                                         |  |

### Tercer puesto
| 1 de octubre de 2023 | Venezuela | 0:0 (t. s.)(0:0 t. s.)(6:7 p.) | Colombia | Arena Malvinas Argentinas, Buenos Aires |  |
| 16:00 (UTC-3)        | |                                | |                                         |  |
|                      | | Tiros desde el punto penal     | |                                         |  |
|                      | Carla Crespo · Daniela Rodríguez · Yhayna Ayala · Yilvi Conde · Marinel Arguinzonez · Génesis Vega · Eliarsi Rivas · Carolina Tovar · Ana Quintero |                                | Juana García · Jaque Apraez · Thania Luna · Mariana Restrepo · Mayerly Ramírez · Tina Rodríguez · Laura Bustos · Dayana Rivera · Ehymi Hernández |                                         |  |

### Final
| 1 de octubre de 2023 | Argentina | 0:2 (0:1) | Brasil                   | Arena Malvinas Argentinas, Buenos Aires |  |
| 19:00 (UTC-3)        |           |           | Debora Vanin · Amandinha |                                         |  |

| Bandera de Brasil             |
| Campeón Brasil Séptimo título |

## Estadísticas

### Tabla general
| Pos. | Equipo    | Pts | J | G | E | P | GF | GC | Dif. | Rend. |
| ---- | --------- | --- | - | - | - | - | -- | -- | ---- | ----- |
| 1    | Brasil    | 18  | 6 | 6 | 0 | 0 | 51 | 1  | +50  | 100%  |
| 2    | Argentina | 15  | 6 | 5 | 0 | 1 | 23 | 3  | +20  | 84,3% |
| 3    | Colombia  | 10  | 6 | 3 | 1 | 2 | 13 | 12 | +1   | 55,5% |
| 4    | Venezuela | 10  | 6 | 3 | 1 | 2 | 14 | 15 | -1   | 55,5% |
| 5    | Paraguay  | 9   | 5 | 3 | 0 | 2 | 20 | 19 | +1   | 60%   |
| 6    | Uruguay   | 6   | 5 | 2 | 0 | 3 | 13 | 16 | -3   | 40%   |
| 7    | Bolivia   | 6   | 5 | 2 | 0 | 3 | 8  | 24 | -16  | 40%   |
| 8    | Chile     | 3   | 5 | 1 | 0 | 4 | 5  | 11 | -6   | 20%   |
| 9    | Ecuador   | 3   | 5 | 1 | 0 | 4 | 15 | 29 | -14  | 20%   |
| 10   | Perú      | 0   | 5 | 0 | 0 | 5 | 8  | 40 | -32  | 0%    |

### Tabla de goleadoras
| 1                                                                | Luana Moura      | 8 |
| 2                                                                | Emilly Marcondes | 6 |
| 2                                                                | Pao Britez       |   |
| 4                                                                | Mailen Romero    | 5 |
| 4                                                                | Cinthia Arévalo  |   |
| 4                                                                | Amandinha        |   |
| 4                                                                | Luciléila        |   |
| 4                                                                | Diana Santos     |   |
| Última actualización: 1 de octubre de 2023. Fuente: Conmebol.com |                  |   |

## Transmisión
- Argentina: DSports/DeporTV
- Bolivia: YouTube Copa America
- Brasil: SporTV
- Chile: Canal 13/DSports
- Colombia: Telepacífico/DSports
- Ecuador: DSports
- Paraguay: Tigo Sports
- Perú: DSports
- Uruguay: DSports
- Venezuela: Meridiano Televisión/DSports